# Аричешти-Зелетин (Прахова)
Аричешти-Зелетин (рум. Ariceşti-Zeletin) насеље је у Румунији у округу Прахова у општини Аричештиј Зелетин. Oпштина се налази на надморској висини од 343 m.

## Становништво
Према подацима из 2011. године у насељу је живело 1376 становника.